# Jean-Louis Pons
Jean-Louis Pons, född 24 december 1761 i Peyre, departementet Hautes-Alpes, död 14 oktober 1831 i Florens, var en fransk astronom.
Pons anställdes 1789 vid observatoriet i Marseille. 1819 blev han direktör för det nygrundade observatoriet i Marlia i Capannori utanför Lucca och 1825 blev han direktör för observatoriet i Florens.
Pons är känd som upptäckare av flera kometer, från 1801 till 1827 totalt 37, av vilka endast ett fåtal har bekräftats. Däribland 26 november 1818 Enckes komet, 20 juli 1812 Pons-Brooks komet och 20 december 1823 De Bréauté-Pons komet.
Den 10 december 1805 återupptäckte han Bielas komet.
Han tilldelades Lalandepriset av Franska vetenskapsakademien 1818, 1820 och 1827.
Asteroiden 7645 Pons är uppkallad efter honom.

## Kometer upptäckta av Jean-Louis Pons
| 2P/Encke          | 17 januari 1786  |
| 7P/Pons-Winnecke  | 12 juni 1819     |
| 12P/Pons-Brooks   | 21 juli 1812     |
| 27P/Crommelin     | 23 februari 1818 |
| 273P/Pons-Gambart | 21 juni 1827     |